# فهرست فرودگاه‌های ناحیه خلیج سان‌فرانسیسکو

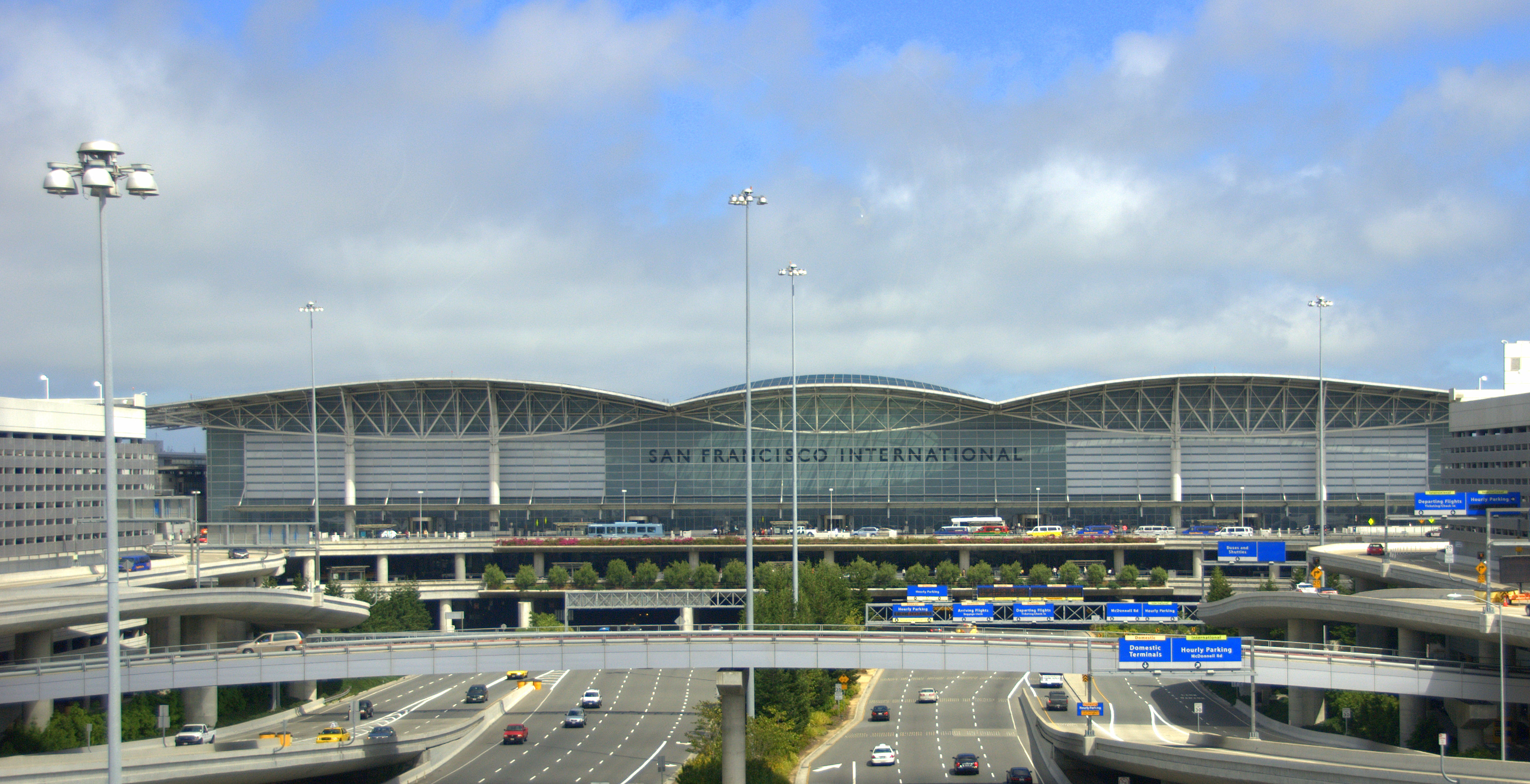
فرودگاه بین‌المللی سانفرانسیسکو

## فرودگاه‌های بین‌المللی

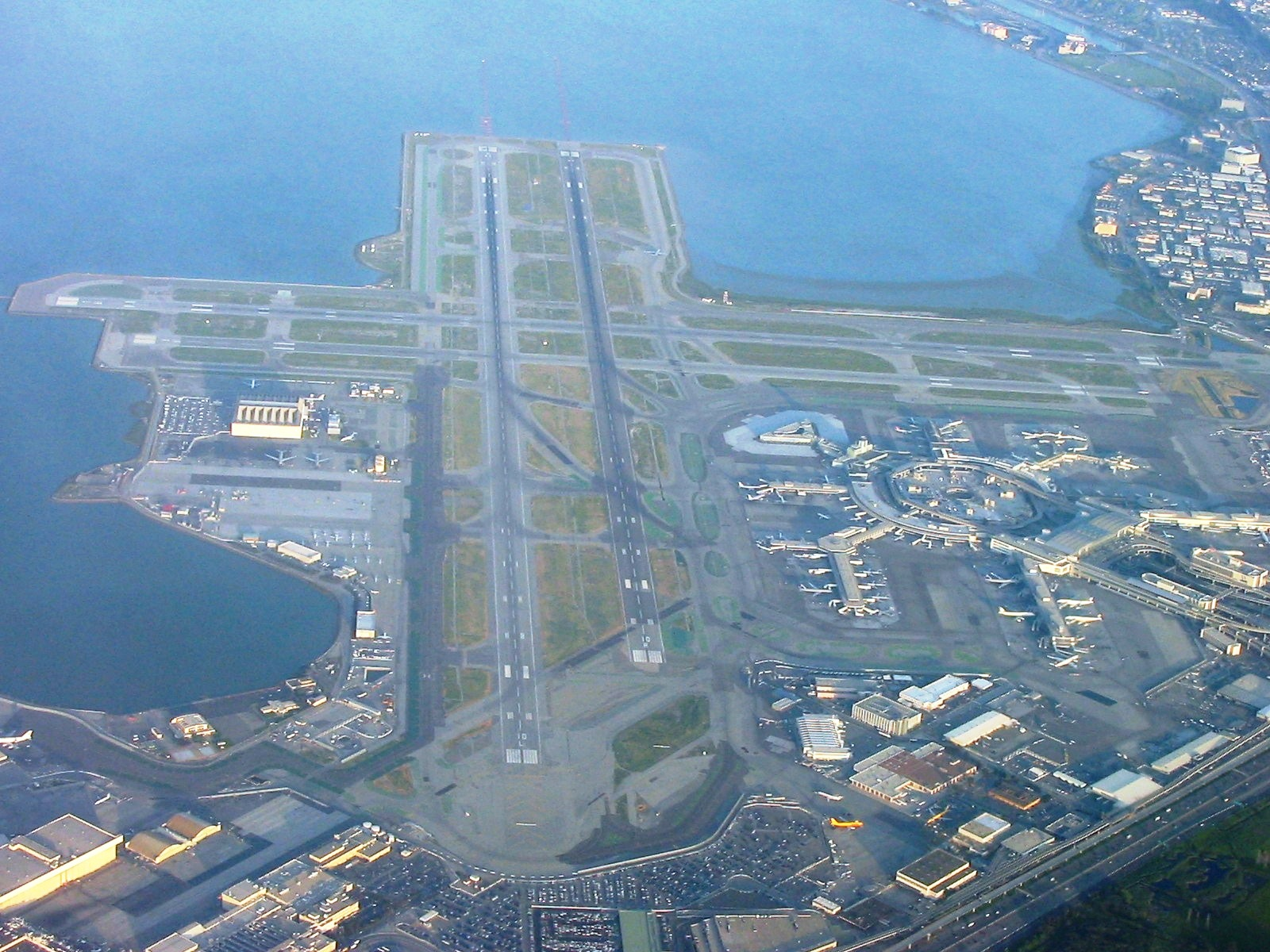
محدودهٔ فرودگاه بین‌المللی سانفرانسیسکو

- فرودگاه بین‌المللی سانفرانسیسکو (KSFO) - Class B airspace
- فرودگاه بین‌المللی اوکلند (KOAK) - Class C airspace
- فرودگاه بین‌المللی سان خوزه (KSJC) - Class C airspace

## فرودگاه‌های ایالتی

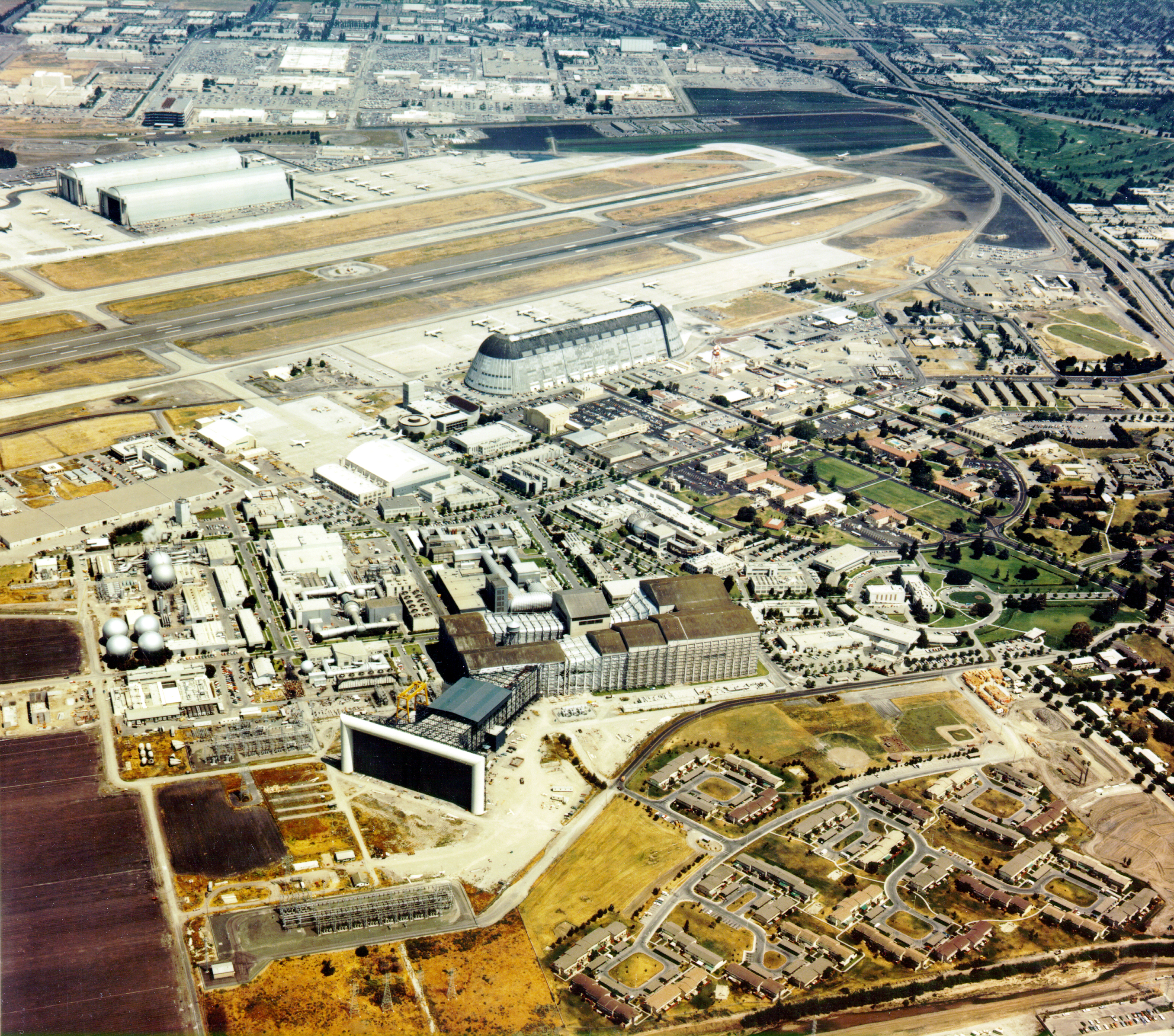
فرودگاه صحرایی فدرال موفت

- فرودگاه صحرایی فدرال موفت (KNUQ)
- پایگاه نیرو هوایی تراویس (KSUU)

## General Aviationtowered airports
- فرودگاه صحرایی بیوکنن (KCCR)
- فرودگاه اختصاصی هیورد (KHWD)
- فرودگاه شهری لیورپول (KLVK)
- فرودگاه ناپا کانتی (KAPC)
- فرودگاه پالو آلتو (KPAO)
- فرودگاه راید هیلویو (KRHV)
- فرودگاه سن کارلوس (KSQL)

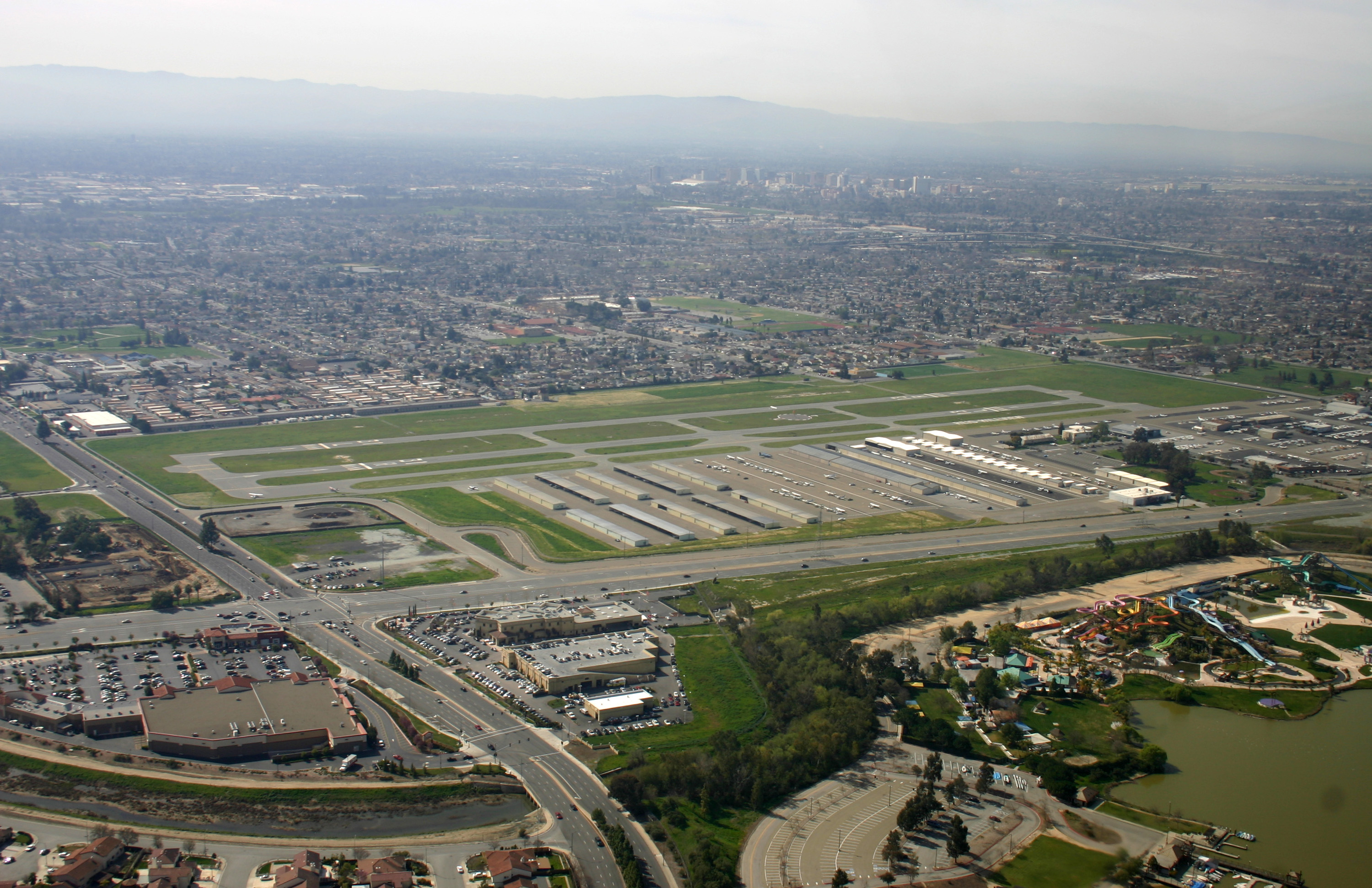
فرودگاه راید هیلویو

- فرودگاه چارلز م. شولتس سنوما کانتی (KSTS)

## General Aviation non-towered airports

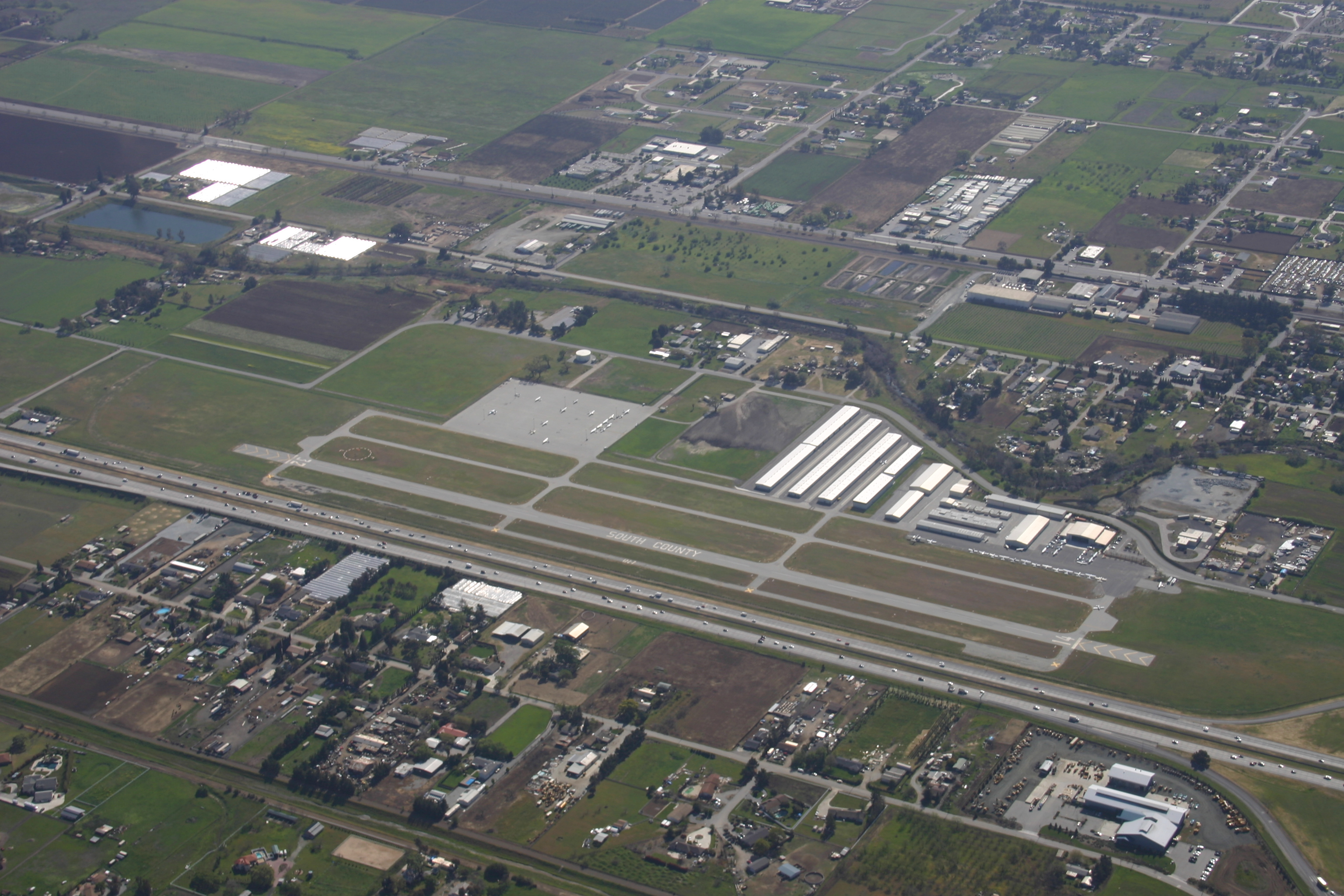
فرودگاه شهرستان سوت

- فرودگاه صحرایی انگوین-پرت (2O3)
- فرودگاه بایرون (C83)
- فرودگاه شهری کلووردیل (O60)
- فرودگاه شهرستان مارین (KDVO)
- فرودگاه شهرستان هیل (KHAF)
- فرودگاه شهرستان هیلدسبورگ (KHES)
- فرودگاه شهری هالیستر (KCVH)
- فرودگاه نات تری (KVCB)
- فرودگاه شهری پتالوما (O69)
- فرودگاه شهری ریو ویستا (O88)
- فرودگاه سونوما (0Q9)
- فرودگاه سانوما والی (0Q3)
- فرودگاه شهرستان سوت (E16)
- فرودگاه شهری واتسونویل (KWVI)

## فرودگاه‌های سابق
- پایگاه هوایی المیدا (تعطیل‌شده در ۱۹۹۷)
- فرودگاه آلوم راک (تعطیل‌شده در ۱۹۳۶)
- Crissy Field in the City and County of San Francisco (airfield closed 1974)
- Hamilton Air Force Base in Novato, Marin County (closed 1996)
- Santa Cruz Sky Park in Scotts Valley, Santa Cruz County (closed 1983)